# Vegard Heggem
Vegard Heggem (* 13. Juli 1975 in Trondheim) ist ein ehemaliger norwegischer Fußballspieler. 2003 musste er seine Spielerkarriere aufgrund einer chronischen Verletzung beenden.
Als Nationalspieler Norwegens, nahm er an der Fußball-Weltmeisterschaft 1998 und der Fußball-Europameisterschaft 2000 teil.

## Vereinskarriere

### Die Anfangsjahre
Heggem startete spät in seine Profikarriere. Bis 1995 spielte er für die unterklassigen Vereine Rennebu IL und Orkdal IL, bis er von seinem Heimatverein Rosenborg Trondheim gescoutet wurde. Bis zu diesem Zeitpunkt stand er auch in keiner Jugendauswahl Norwegens.

### Rosenborg Trondheim
Bei Rosenborg kam er bereits im ersten Saisonspiel zum Einsatz und konnte sich in Folge schnell einen Stammplatz erkämpfen. Zugute kam ihm hierbei seine vielseitige Einsetzbarkeit in der Verteidigung oder dem defensiven Mittelfeld.
Gleich in seinem ersten Jahr gewann er den norwegischen Pokal und Meistertitel. Es folgten zwei weitere Meistertitel und eine für Rosenborg sensationelle Champions-League-Saison 1996, in der man bis ins Viertelfinale vordrang. Zuvor hatte Veggem international für Aufsehen gesorgt, nachdem er im entscheidenden Spiel gegen den AC Mailand das entscheidende Tor für das Weiterkommen Rosenborgs sichern konnte. Das Tor im Mailänder San-Siro-Stadion wird als einer der größten Momente im norwegischen Fußball gehandelt.
1998 folgte sein Länderspieldebüt für Norwegen und seine Nominierung für die Weltmeisterschaft 1998. Ein Transfer ins Ausland war zu diesem Zeitpunkt bereits beschlossene Sache.

### FC Liverpool
Nachdem er mehrere Angebote aus verschiedenen europäischen Ligen vorliegen hatte, unterschrieb er noch während der Weltmeisterschaft einen Vertrag beim FC Liverpool. Er war der erste Transfer des neuformierten Manager-Duos Roy Evans und Gérard Houllier, die ihn für umgerechnet ca. 5,2 Mio. € unter Vertrag nahmen.
Trotz starker Konkurrenz auf der rechten Seite bei Liverpool, eroberte Heggem umgehend einen Stammplatz und avancierte dank seiner kämpferischen Einstellung und zwei spektakulären Toren gegen den FC Middlesbrough und Bradford City zu einem Publikumsliebling an der Anfield Road. 2001 konnte er mit Liverpool den UEFA-Pokal gewinnen, kam jedoch aufgrund seiner Verletzung nicht zum Einsatz.

### Karriereende
Während seiner Zeit bei Liverpool bekam er aber immer häufiger Probleme mit der Oberschenkelmuskulatur, welche ihn immer wieder zum Zuseher degradierten. In der Saison 2000/01 konnte er nur noch lediglich drei Ligaspiele absolvieren und musste in eine lange Rekonvaleszenz gehen. Bis zu seinem Vertragsende nach der Saison 2002/03 stand er noch im Kader des FC Liverpool und arbeitete an seinem Comeback. Da sich sein Leiden jedoch als chronisch herausstellte, musste er daraufhin seine Spielerkarriere im Alter von 28 Jahren beenden. Sein letztes Profispiel hatte er im Oktober 2000 gegen Derby County absolviert.

## Nationalmannschaft
Nach seinem Wechsel zu Rosenborg Trondheim wurde er umgehend für die U-21-Auswahl Norwegens nominiert, für die er bis 1998 Stammspieler war.
Am 23. Februar 1998 debütierte er in der norwegischen Nationalmannschaft im Freundschaftsspiel gegen Frankreich. Das Spiel endete 3:3 und Heggem gelang gleich bei seinem Debüt ein Torerfolg. Durch das starke Länderspiel rutschte er im letzten Moment noch in den Kader Norwegens für die Weltmeisterschaft 1998 in Frankreich, in deren Verlauf er aber zu keinem Einsatz kam. Nach der Weltmeisterschaft avancierte er zum Stammspieler.
Sein letztes Spiel für Norwegen absolvierte er während der Euro 2000 in Belgien und den Niederlanden gegen die jugoslawische Nationalmannschaft, in dem er sich abermals schwer verletzte.
Insgesamt absolvierte er zwischen 1998 und 2000 zwanzig Länderspiele, in denen er 1 Tor schoss.

## Leben nach der Karriere
Nach seinem Karriereende kehrte er nach Norwegen zurück und gründete eine Firma für Sportfischen in Sør-Trøndelag. Seine Liebe zum Fischen hatte er während seiner Spielerzeit für Orkdal IL entdeckt, welcher direkt am Orkla, einem der größten Flüsse für Lachsfischerei in Norwegen, gelegen war.
Weiters ist er neben John Aldridge und Erik Meijer der offizielle „Club-Patron“ des AFC Liverpool, einem von Liverpool-Fans gegründeten semi-professionellen Verein.
Aufgrund seines Status als Publikumsliebling ist er dem FC Liverpool noch sehr verbunden und bei einer Vielzahl von Heimspielen an der Anfield Road anwesend.

## Erfolge

### Im Verein
- UEFA-Pokalsieger: 2000/01
- Norwegischer Meister: 1995, 1996, 1997
- Norwegischer Pokalsieger: 1995